# A・A・アルハーンゲリスキイ記念試作設計局
A・A・アルハーンゲリスキイ記念試作設計局(アルハンゲリスキー；ロシア語:Архангельскийアルハーンギェリスキイ、Опытное конструкторское бюро имени А.А. Архангельскогоオープィトナヤ・カンストルークタルスカヤ・ビュロー・イーミェニ・アリクサーンドラ・アリクサーンドラヴィチャ・アルハーンゲリスカヴァ；略称:ОКБ Архангельского)は、ソ連の航空機試作設計局である。ソ連軍主力爆撃機となったSBを開発した実績をもつアレクサンドル・アレクサンドロヴィチ・アルハーンゲリスキイ(Александр Александрович Архангельский)が開設した。

## 概要
A・A・アルハーンゲリスキイは、それまでツポレフ設計局において航空機の設計作業に従事していた。彼はそこにおいてSBシリーズを開発し、大いなる成功を収めた。1940年には独立して自身の設計局を開設し、いくつかのSBの発展型を設計した。その中でも、急降下爆撃機として設計されたAr-2は優れた性能をもつ新型機としてテストパイロットから高い評価を得た。しかしながら、政治的な理由によりこの機体は大量には生産されず、かわりにペトリャコフ設計局のPe-2が赤軍空軍の主力急降下爆撃機に採用された。アルハーンゲリスキイ設計局は結局もとのツポレフ設計局に吸収され、アルハーンゲリスキイは再びそこでの仕事に戻った。

## 航空機
- Ar-2
- B-1
- MMN
- SB
- SB 2RTs
- SB-RK
- SBB
- USB